# Carabietta

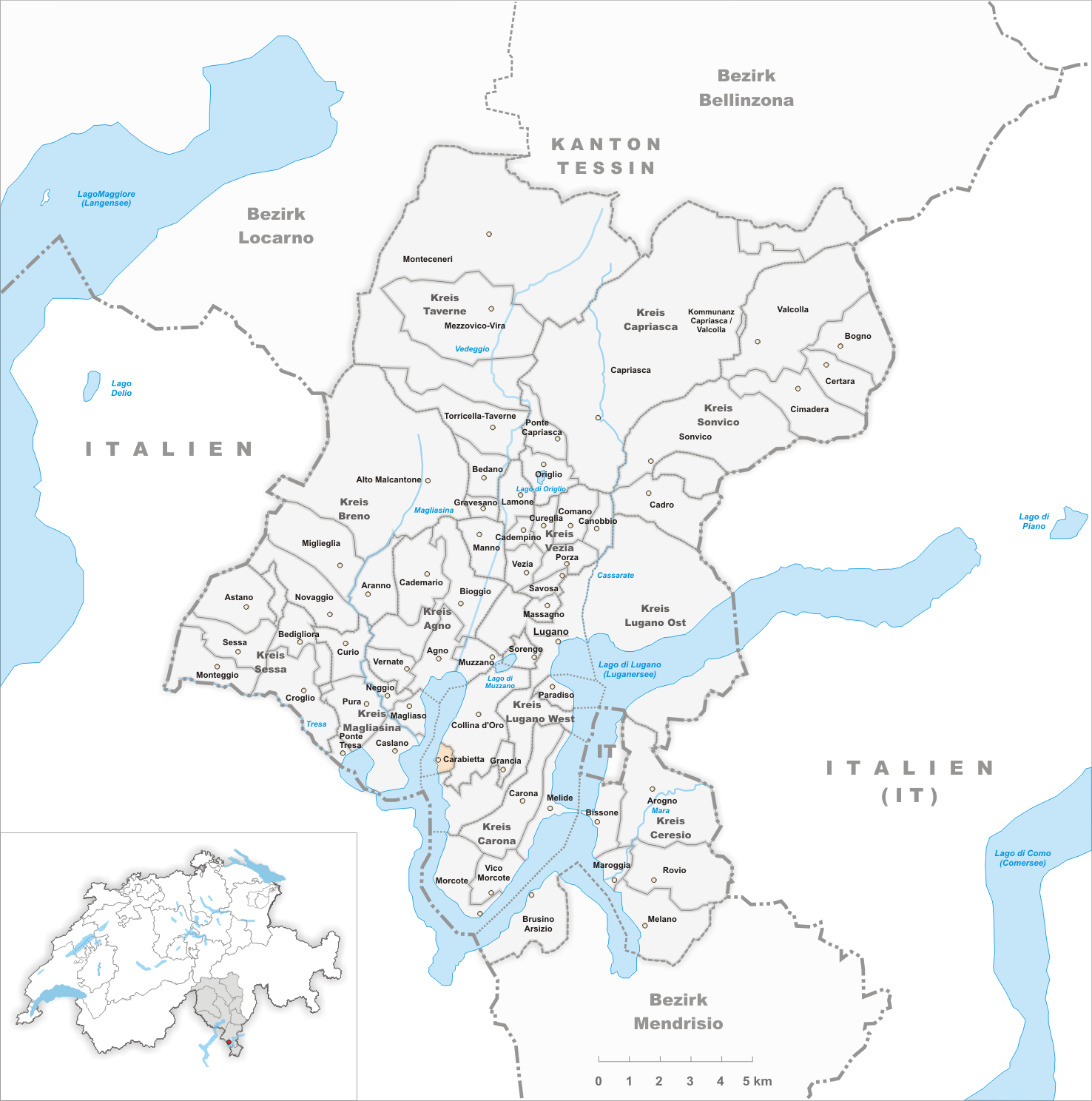
Gemeindestand vor der Fusion am 31. März 2012

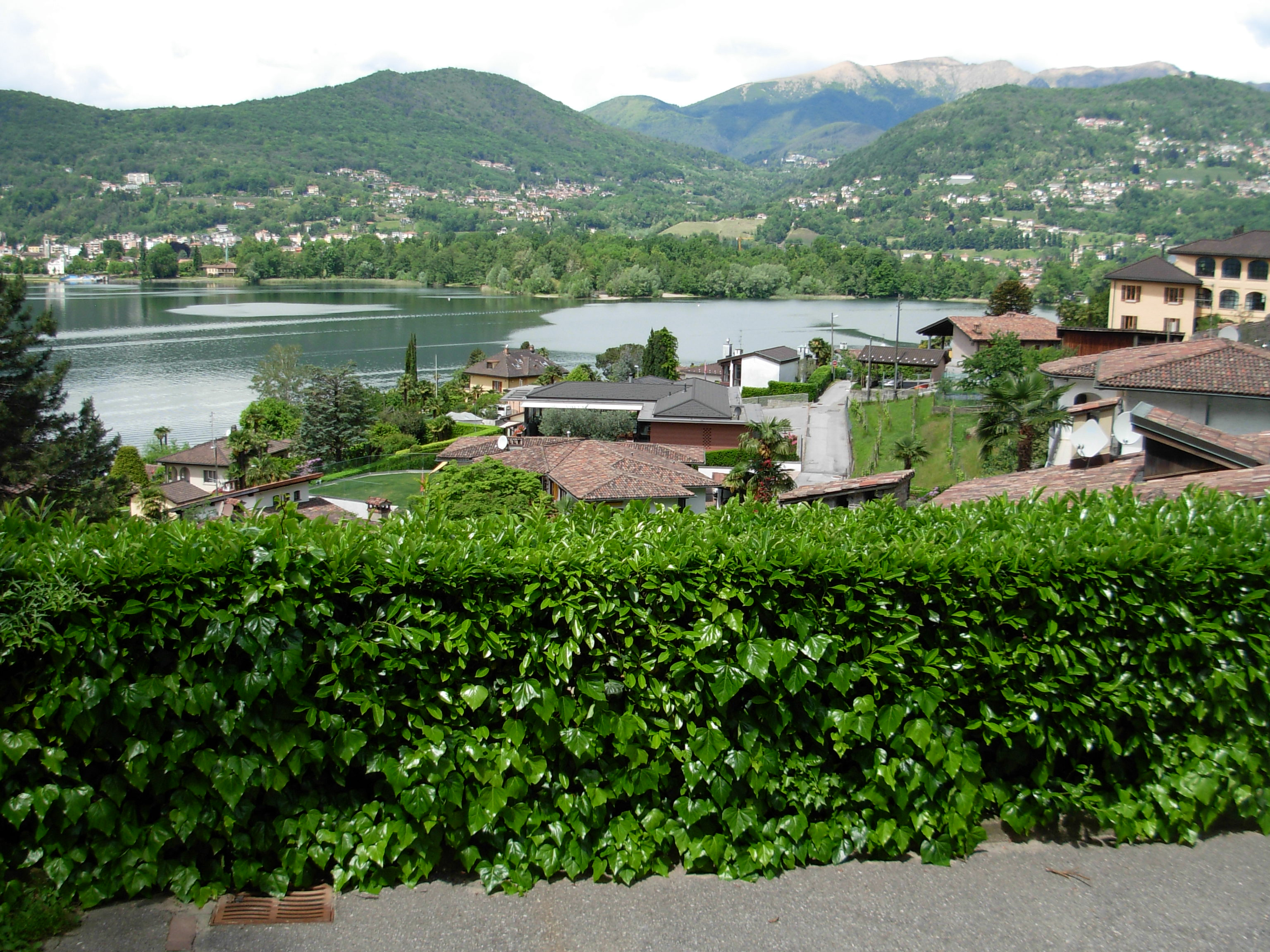
Dorfteil von Carabietta mit Luganersee

Carabietta (bis 1959 offiziell Carabbietta genannt) war bis zum 31. März 2012 eine politische Gemeinde im Kreis Paradiso, im Bezirk Lugano des Kantons Tessin in der Schweiz.

## Geographie
Das Dorf liegt auf 301 m ü. M. am westlichen Fuss des Hügelzuges von Oro am Luganersee gegenüber Caslano und 5,5 km südwestlich von Lugano.

## Geschichte
Eine erste Erwähnung findet das Dorf im Jahre 1335 unter dem damaligen Namen Carabio (auch für Carabbia gebräuchlich), dann 1375 La Carabieta.

## Gemeindefusion
Am 1. April 2012 fusionierte sie mit der bestehenden Gemeinde Collina d’Oro.

## Bevölkerung
Einwohnerzahlen: Volkszählungsdaten

## Sehenswürdigkeiten
- Oratorium San Bernardo di Chiaravalle, erwähnt 1634, mit Renaissance-Fresko[4]

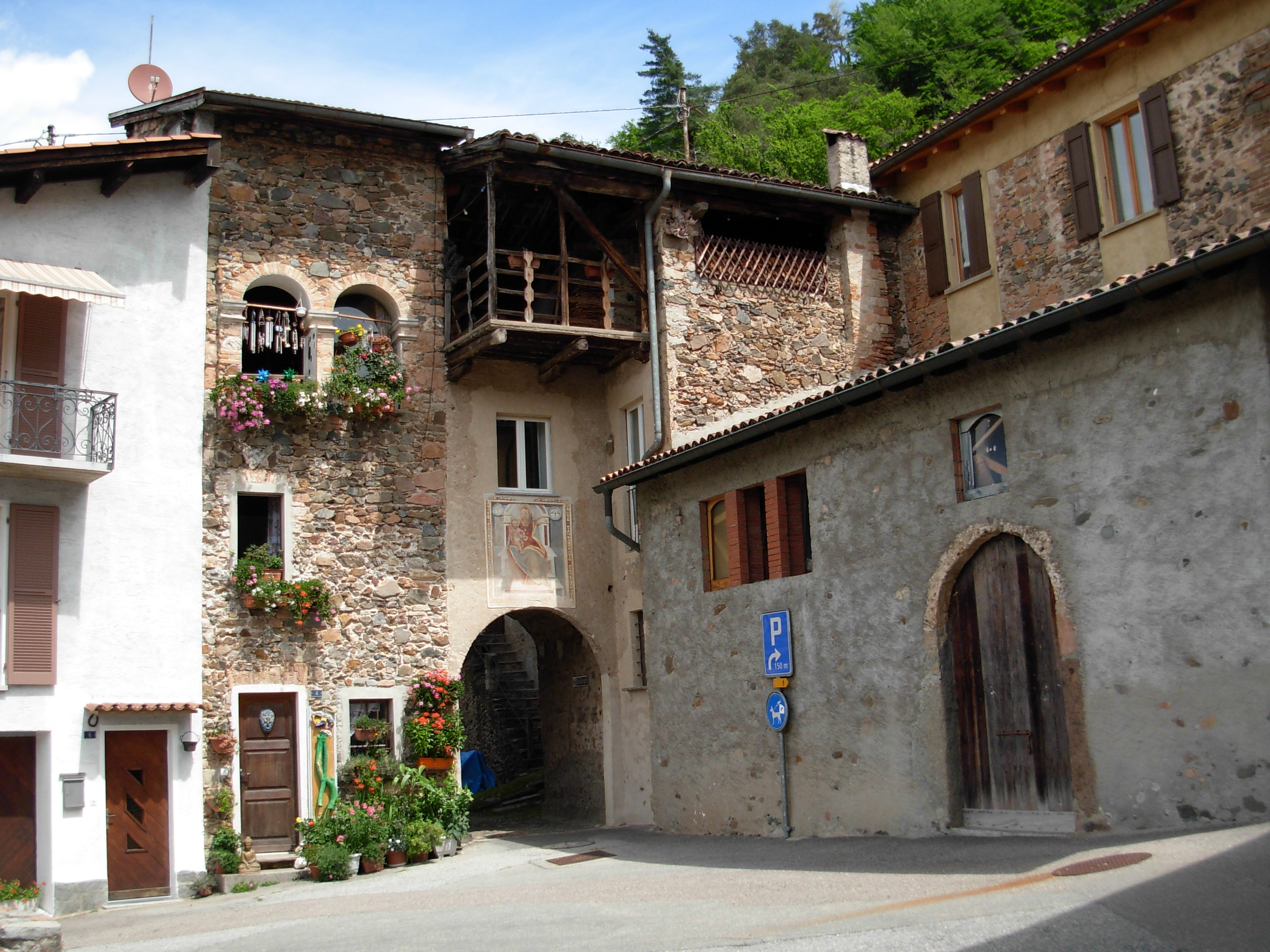
Dorfkern von Carabietta

- Wohnhaus mit Fresken[4]

## Persönlichkeiten

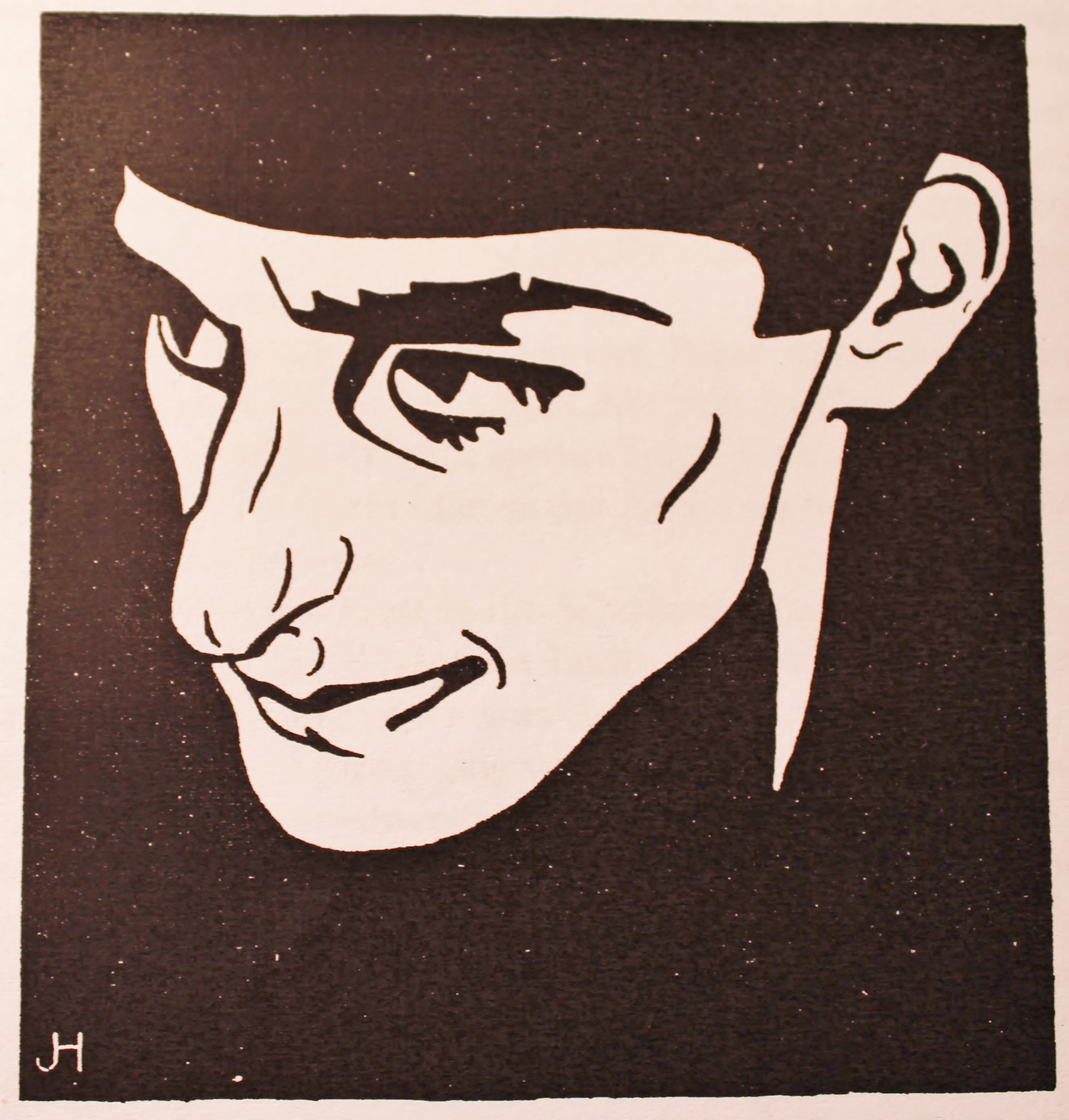
Ferdinand Hardekopf, Schriftsteller und Übersetzer

- Ferdinand Hardekopf, Schriftsteller und ÜbersetzerFerdinand Hardekopf (* 15. Dezember 1876 in Varel; † 26. März 1954 in Zürich), deutscher Schriftsteller, Übersetzer und Journalist; Hardekopf-Gedenkstätte auf dem Friedhof von Carabietta.